# Preteritum
Preteritum, eller dåtid, är ett tempus i bland annat svenska och andra germanska språk, som används allmänt för att beteckna dåtid. Namnet kommer av latinets praeteritum, som betyder "förgånget" eller "det föregångna".
Förr och även nu används i stället allmänt termen imperfekt. Den termen passar dock bättre exempelvis i romanska språk som franska och spanska samt i persiska, där åtskillnad görs mellan avslutade eller plötsliga (perfektiva) och oavslutade eller pågående (imperfektiva) verbskeenden vid betecknande av dåtid. Imperfekt anger förutom den rena tidskomponenten (på samma sätt som preteritum) också en aspektuell komponent (till skillnad från preteritum).
I dag används också samma verbform ibland rent modalt. Exempelvis kan formen användas tillsammans med presens för att uttrycka en önskan eller något som inte är verkligt, såsom Han önskar att han var i Spanien i stället för Han önskar att han vore i Spanien (med konjunktiv).